# (3169) Ostro
(3169) Ostro (1981 LA) ist ein ungefähr fünf Kilometer großer Asteroid des inneren Hauptgürtels, der am 4. Juni 1981 vom US-amerikanischen Astronomen Edward L. G. Bowell am Lowell-Observatorium, Anderson Mesa Station (Anderson Mesa) in der Nähe von Flagstaff, Arizona (IAU-Code 688) entdeckt wurde.

## Benennung
(3169) Ostro wurde nach dem Planetenwissenschaftler Steven J. Ostro (1946–2008) benannt. In seiner Tätigkeit als Planetenwissenschaftler war er am Jet Propulsion Laboratory des California Institute of Technology tätig. Er spezialisierte sich auf Radaruntersuchungen von Objekten des Sonnensystems, einschließlich der Galileischen Monde. Er ist führend in der Radarforschung auf Asteroiden und nutzte seine Beobachtungen, um deren Oberflächenrauheit und Radarreflexionsvermögen zu bestimmen.